# 國際未來問題解決計劃
國際未來問題解決計劃（ FPSPI ）是一項非盈利性的教育計劃，它組織學術競賽，學生可以在假設的未來情況下運用批判性思維和解決問題的技能。該計劃著眼於當前的技術，地緣政治和社會趨勢，並預測未來20-30年的趨勢，以培訓學生製定解決方案，以應對他們成年後可能面臨的挑戰。 FPSPI由創意研究人員Ellis Paul Torrance於1974年創立。 [1]如今，每年有來自20多個國家/地區的數千名學生參加該計劃。 [2]大部分FPSPI組件對美國4至12年級水平的學生開放。

## 教育學
FPSPI最初旨在培训学生使用特定的六步解决问题的过程：
1. 确定给定情况下存在的挑战。
2. 选择一个具有高度影响力的“基本问题”作为解决该问题的可实现目标。
3. 针对潜在问题集思广益。
4. 制定衡量解决方案对受基础问题影响的人员的积极影响的标准。
5. 使用标准对解决方案进行评估和排名。
6. 根据排名最高的解决方案制定详细的行动计划。

最初的“未來問題解決”競賽（現稱為“全球問題解決” （GIPS））評估學生在虛構的未來情況下使用此問題解決過程的能力。 GIPS競賽中的學生分為年級範圍，可以個人或四人一組競爭。在每個競賽活動之前，FPSPI都會宣布競賽主題（例如“人工智能”或“海洋”），並提供建議的閱讀材料清單。學生花費1-2個月來研究該主題，著眼於潛在的未來挑戰和解決方案。在比賽開始時，將為學生提供一個未來的場景（FS），這是一份長達一到兩頁的文件，描述了與預先宣布的主題有關的假設未來情況。然後，競爭者按照六步過程進行。根據對過程的正確應用以及對引用研究和創造性創造的使用，對學生進行評分。在會員碗和IC中，在兩個小時內完成了六個步驟的過程之後，學生們立即開始第二場比賽，稱為“行動計劃表”，通過準備和表演短片來說明他們的最終解決方案。
FPSPI隨後開發了其他程序，這些程序使用了六步解決問題的過程，或者通過其他方式訓練學生創造性的批判性思維。在社區問題解決（CmPS）競賽中，將評估學生如何將流程應用到自己社區中的當前問題上。基於行動的問題解決（AbPS）程序可將過程調整為適合課堂使用。在“劇本寫作”競賽中，學生將根據GIPS競賽主題之一寫一個短故事，該故事至少要設定在20年後。情景表現部分相似，但面向喜歡通過口頭交流講故事的學生。

## 結構
FPSPI由稱為會員的州和全國性組織組成。每個會員都有責任在自己的地理區域內進行比賽。學生在每個學年開始時就開始為比賽做準備。根據聯盟和競爭的類型，一年中可能會發生區域，州或國家級別的競爭。只有任何特定比賽的獲勝者才有資格進入下一個級別。最高水平的比賽是在美國學年末的5月或6月舉行的年度國際會議（IC）上進行的。 IC在美國（競爭者最多的國家）的一所公立大學的校園內舉行，每兩年會選擇一個新的地點。

## 主要歷史
FPSPI每年都會發布五個研究主題的列表，每個學年舉辦的五個GIPS競賽中的每個主題之一。

## 傑出校友
- Allison Schroeder ， [1]奥斯卡金像奖提名编剧

## 外部鏈接
- 國際未來問題解決計劃 （页面存档备份，存于）